# الجمهورية الأوكرانية الشعبية السوفيتية
الجمهورية الأوكرانية الشعبية السوفيتية (بالروسية: Украинская Народная Республика Советов) هي جمهورية سوفيتية من جمهورية روسيا الاتحادية الاشتراكية السوفيتية التي أنشأها الكونغرس السوفيتي في 25 ديسمبر 1917 في خاركيف لتحديد مصير أوكرانيا، ترأس الجمهورية المؤقتة حزب العمال والفلاحين ولكنها لم تمتد إلا لفترة قصيرة (1917-1918) بسبب توقف الدعم من حكومة الاتحاد السوفيتي بعد توقيع معاهدة برست ليتوفسك.

## التاريخ

### التحضير للكونغرس الأوكراني للسوفيت في كييف
طرح العضو البلشفي من مجلس نواب العمال في كييف فكرة الدعوة إلى الكونغرس الأوكراني للسوفيت خلال الجلسة الموحدة للجان التنفيذية لمجالس العمال والجنود في مدينة كييف في 16 نوفمبر 1917 بعد فتررة وجيزة من فشل انتفاضة كييف البلشفية في تأسيس القوة السوفيتية في المدينة.
اعتمدت الجلسة الموحدة للمجالس القرار البلشفي بشأن الكونغرس في 17 نوفمبر 1917 أي في اليوم التالي للجلسة الأولى وتبنى نواب حزب العمال القرار نفسه بعد الاقتراح البلشفي في 24 نوفمبر 1917.
أيد هذا الاقتراح الذي طرحه البلاشفة في كييف اقتراح اللجنة المركزية لحزب العمل الاشتراكي الديمقراطي الروسي وحكومة روسيا السوفيتية.
جرت محادثات بين سيرجي باكينسكي وميكولا بورش ممثل المجلس الاتحادي في أوكرانيا ويوسف ستالين مفوض الشعب الروسي للشؤون الوطنية في 30 نوفمبر 1917، وطلب ستالين عدم بقاء السلطة في يد المجلس المركزي لأوكرانيا بل ينبغي بدلًا من ذلك نقلها إلى الكونغرس الإقليمي السوفيتي والكونغرس المحلي السوفيتي.
تبنت اللجنة التنفيذية الإقليمية الإعلان عن الكونغرس الأوكراني للسوفييتي في 16 ديسمبر 1917 في كييف، وكان من المفترض أن يشارك ممثلو مجالس نواب حزب العمال وحزب الفلاحين من المحافظات والمقاطعات والمدن، إلا أن تمثيل حزب الفلاحين كان محدودًا جدًا لدرجة أنه كان سيصبح أصغر حتى مما كان عليه تحت الحكم القيصري.

### الجمعية التأسيسية الأوكرانية
أقر المجلس المركزي لأوكرانيا بالفعل قانونًا بشأن انتخابات الجمعية التأسيسية الأوكرانية واتهمت الحكومة الروسية المؤقتة الأمانة العامة لأوكرانيا بالانفصالية وهددت بعرض القضية على المحكمة بعد أكثر من أسبوعين في 30 أكتوبر 1917.
اقترحت حكومة أوكرانيا إرسال وفد لتسوية الخلاف لكن أحداث بتروغراد في 8 نوفمبر 1917 لتغير خططها، وأصدرت حكومة أوكرانيا مرسومها الثالث (العالمي) الذي أعلن فيه تاريخ انعقاد الجمعية التأسيسية الأوكرانية واعتمد المجلس المركزي أخيرًا قانون الانتخابات إلى الجمعية التأسيسية للجمهورية الشعبية الأوكرانية في 29 نوفمبر 1917.